# (178113) Benjamindilday
(178113) Benjamindilday est un astéroïde de la ceinture principale.

## Description
(178113) Benjamindilday est un astéroïde de la ceinture principale. Il fut découvert le 27 septembre 2006 à Apache Point par Andrew C. Becker. Il présente une orbite caractérisée par un demi-grand axe de 3,13 UA, une excentricité de 0,03 et une inclinaison de 14,8° par rapport à l'écliptique.

## Compléments